# Raymond Duchamp-Villon
Raymond Duchamp-Villon, nome completo Pierre-Maurice-Raymond Duchamp (Damville, 5 novembre 1876 – Cannes, 9 ottobre 1918), è stato uno scultore francese esponente della scultura cubista.

## Biografia
Dal 1894 studiò medicina all'Università di Parigi fino a quando nel 1898 una grave malattia lo costrinse ad abbandonare gli studi; decise in quel periodo di dedicarsi seriamente alla scultura che fino ad allora aveva praticato solamente per diletto.
Nel 1902 esordì esponendo le sue opere al Salon de la Société Nationale des Beaux-Arts della capitale. Nel 1903, dopo aver proposto le sue nuove ricerche nello stesso Salon, si trasferì a Neuilly-sur-Seine.
Nel 1905 partecipò per la prima volta al Salon d'Automne di Parigi e successivamente, con il fratello Villon, espose a Rouen. In quello stesso anno i due fratelli si stabilirono a Puteaux.
Dal 1907 fece parte della giuria per la scultura alle esposizioni annuali del Salon d'Automne e la sua presenza fu determinante nel promuovere l'arte cubista. Con i fratelli Marcel e Jacques diede vita al gruppo di artisti e critici che prese nome dal luogo delle riunioni settimanali, il Gruppo di Puteaux.
Dal 1911 riprese ad esporre e le sue opere furono presentate alla Galerie de l'Art Contemporain di Parigi, alla mostra al Salon de la Section d'Or organizzata dai fratelli presso la Galerie de la Boétie, sempre a Parigi (1912), all'Armory Show di New York (1913), alla galleria S.V.U. Mánes di Praga e alla galleria Der Sturm di Berlino (1914).
Durante la prima guerra mondiale fu arruolato in funzione di medico militare, ma trovò il tempo di dedicarsi alla sua grande scultura: Il cavallo.
Nel 1916 si ammalò di febbri tifoidee e due anni dopo morì all'ospedale di Cannes.

## Galleria d'immagini

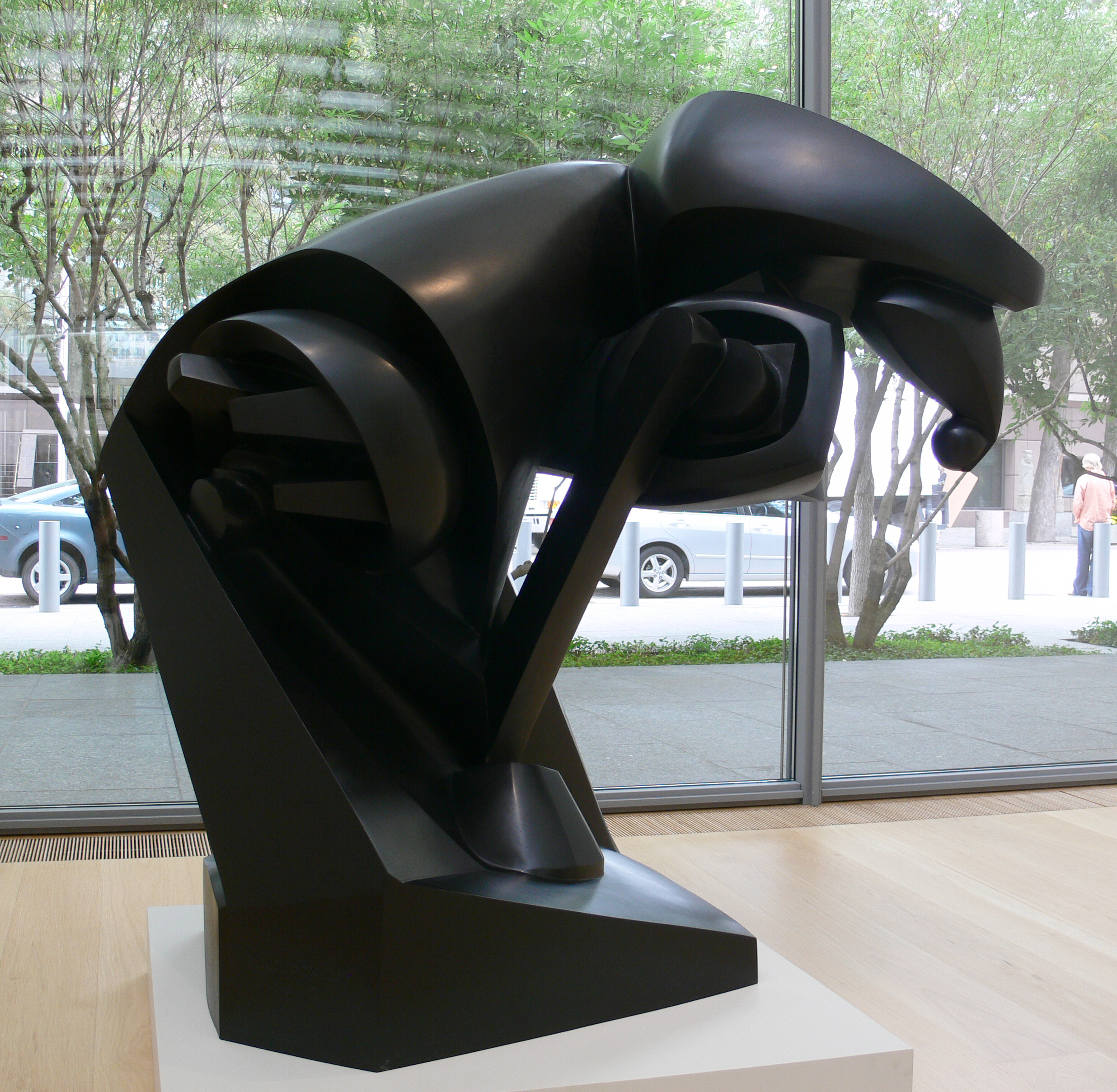
Il cavallo
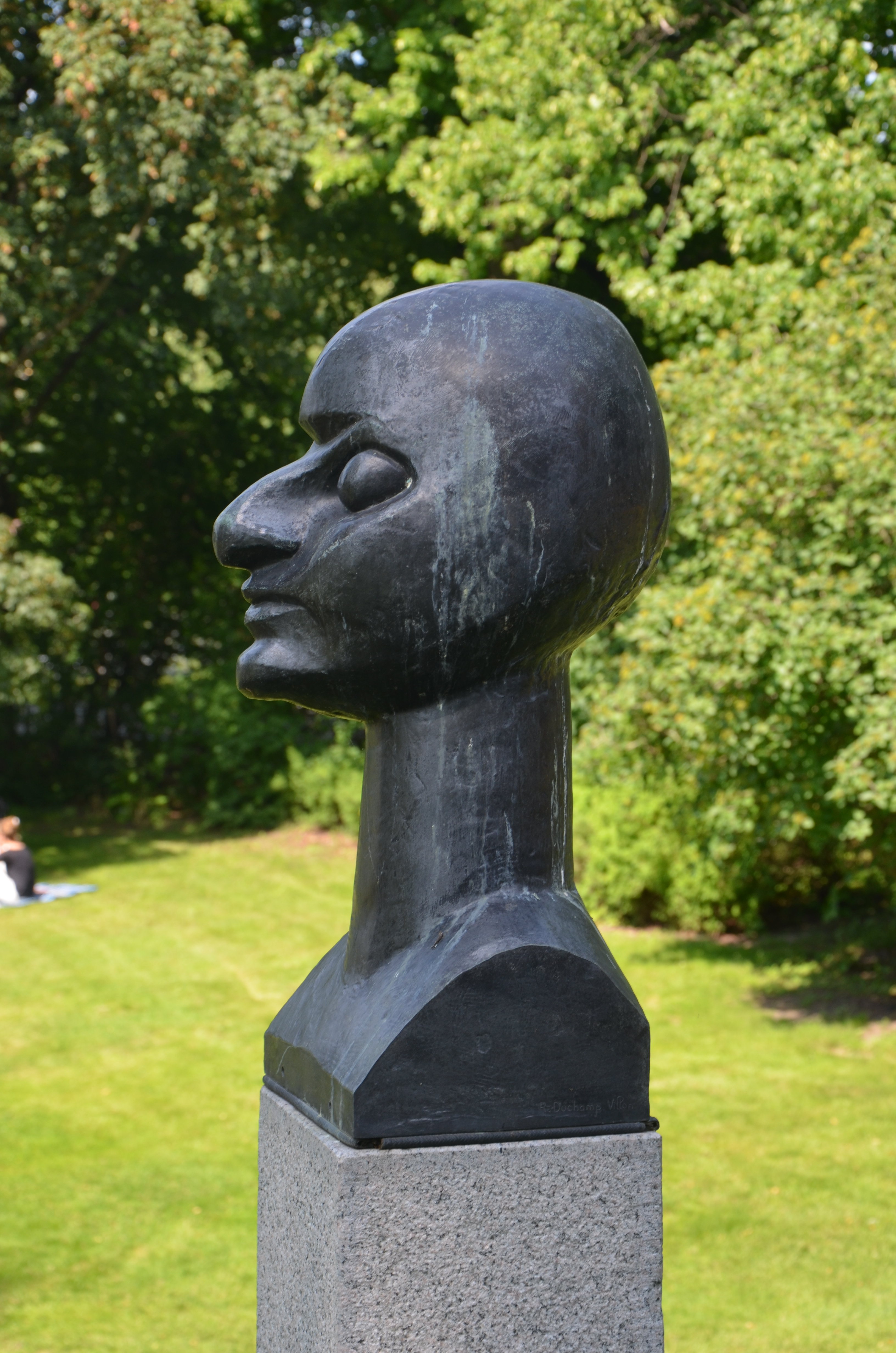
Maggy